# 眞藤雅興
眞藤 雅興（しんどう まさおき、1998年8月3日 - ）は、日本の漫画家。鹿児島県薩摩川内市出身。

## 経歴
2016年、第109回（2016年7月）JUMPトレジャー新人漫画賞にて『Twin Peach』が佳作を受賞。2017年、『除冷師 煉太郎の約束』が第12回金未来杯を受賞。
2022年、『週刊少年ジャンプ』同年28号から『ルリドラゴン』が連載される。同年8月1日、体調不良のため『週刊少年ジャンプ』同年35号より『ルリドラゴン』を休載することを発表した。
2024年2月21日、『ルリドラゴン』の連載を再開することを発表した。『週刊少年ジャンプ』2024年14号から同年18号まで連載し、以降は4月22日からデジタル版週刊少年ジャンプおよび『少年ジャンプ+』にて隔号で連載されている。。

## 作品リスト

### 漫画作品

#### 連載
- ルリドラゴン（『週刊少年ジャンプ』2022年28号[1] - 連載中）

#### 読み切り
- Twin Peach（『ジャンプX』2017 vol.1）
- SKY CROW（『ジャンプX』2017 vol.1）
- 除冷師 煉太郎の約束（『週刊少年ジャンプ』2017年41号）
- COUNT OVER（『週刊少年ジャンプ』2018年25号）
- ルリドラゴン（『ジャンプGIGA』2021 WINTER）

### 書籍
- 『ルリドラゴン』、集英社〈ジャンプ コミックス〉2022年 - 刊行中、既刊3巻（2025年3月4日現在）

### その他
- ハテナの塔 -The Tower of Children-（ゲーム、2023年）キャラクターデザイン